# SDSS J140821.67+025733.2
SDSS J140821.67+025733.2 — сверхъяркий квазар в созвездии Девы. Был обнаружен при реализации одной из программ SDSS. Светимость квазара превышает мощность 56 трлн светимостей Солнца. Исходя из того, что красное смещение квазара равняется 2,06, то, скорее всего, он находится на расстоянии около 16—17 млрд св. лет от нас. Его возраст может составлять около 10 млрд лет.

## Ультрамассивная чёрная дыра
С квазаром связана ультрамассивная чёрная дыра с возможной массой в 196 млрд масс Солнца, что гораздо больше, чем масса самой крупной нынешней чёрной дыры Феникс А* (около 100 млрд). Если информация о массе подтвердится, то  Феникс А* потеряет статус самой крупной чёрной дыры. Диаметр SDSS J140821.67+025733.2 составляет 1,17 трлн км. Вокруг неё вращается питающий её раскалённый аккреционный диск.